# Stanisław Ścibor-Rylski
Stanisław Ścibor-Rylski herbu Ostoja (ur. 7 października 1875 w Orelcu, zm. 11 czerwca 1916) – kapitan piechoty cesarskiej i królewskiej Armii.

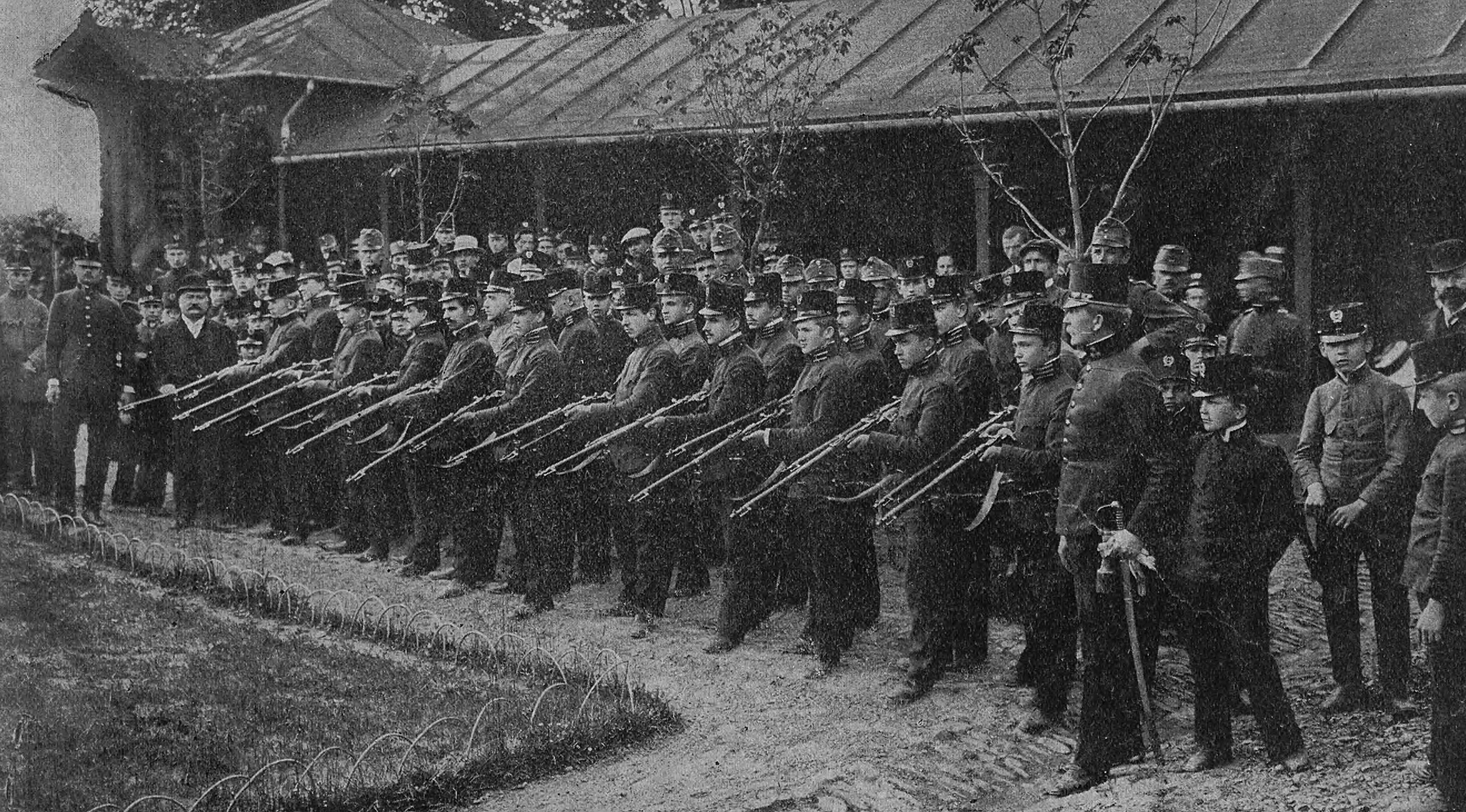
Nauka strzelania wadowickim gimnazjum w 1911. Na zdjęciu kpt. Stanisław Ścibor-Rylski

## Życiorys
Stanisław Ścibor-Rylski urodził się 7 października 1875 w Orelcu. Był wnukiem Wincentego Ścibora-Rylskiego (zm. 1885, powstaniec listopadowy, właściciel ziemski) oraz synem Augusta (1841–1902, powstaniec styczniowy, właściciel ziemski, urzędnik) i Ludmiły z domu Leszczyńskiej. Jego rodzeństwem byli Maria (ur. 1866), Edmund (1867-1914, także oficer C. K. Armii), Kazimiera (1869–1871), Witold (1871–1926, oficer, wojskowy), Olga (1873–1898), Józef Stefan wzgl. Stefan (ur. 1875), Zofia (ur. 1883, od 1902 zamężna z Aleksandrem Sahankiem, synem Adolfa). 
Uczył się przejściowo w C. K. Gimnazjum w Sanoku, gdzie w roku szkolnym 1888/1889 ukończył III klasę, a w roku szkolnym 1889/1890 ukończył IV klasę. Początkowo jego rodzina zamieszkiwała w majątku Wielopole pod Zagórzem, po czym przeprowadziła się do Lwowa, gdzie rodzeństwo podjęło naukę szkolną.  
Został zawodowym wojskowym C. K. Armii. Mianowany kadetem w piechocie z dniem 1 września 1895, następnie awansowany na stopień podporucznika piechoty z dniem 1 listopada 1896. Przez lata służył w 59 pułku piechoty w Salzburgu (początkowo, jako kadet pełnił funkcję zastępcy oficera) do około 1901. Awansowany na stopień porucznika z dniem 1 maja 1901 od tego czasu służył w 61 pułku piechoty w Brodzie, a od około 1903 w czasie pokoju do  1914 w szeregach w 56 pułku piechoty w Krakowie. W tym okresie został awansowany na stopień kapitana piechoty z dniem 1 listopada 1910. W pierwszej połowie 1911 prowadził naukę strzelania w gronie uczniów C. K. Gimnazjum w Wadowicach.
Podczas I wojny światowej pozostawał oficerem 56 pułku piechoty. Jako kapitan 15 kompanii tej jednostki po postrzałach w brzuch w przedramię przebywał pod koniec grudnia 1914 i na początku 1915 w szpitalu w Wiedniu. Według stanu z połowy marca 1915 wymieniony jako ranny. Zmarł 11 czerwca 1916 (według oficjalnych źródeł austriackich; w prasie polskiej podano datę 18 czerwca 1916). Jego brat Edmund także zmarł na polu walki podczas I wojny światowej, również jako kapitan piechoty w szeregach C. K. Armii (28 sierpnia 1914).

## Odznaczenia
- Krzyż Kawalerski Order Leopolda z dekoracją wojenną i z mieczami (pośmiertnie, 1 maja 1917)[35]
- Order Korony Żelaznej 2 klasy (październik 1915)[36]
- Order Korony Żelaznej 3 klasy z dekoracją wojenną (lipiec 1915)[37][30]
- Krzyż Zasługi Wojskowej 3 klasy z dekoracją wojenną (listopad 1914)[38][30]
- Brązowy Medal Zasługi Wojskowej na czerwonej wstążce (około 1912)[26]
- Brązowy Medal Jubileuszowy Pamiątkowy dla Sił Zbrojnych i Żandarmerii (ok. 1899)[15]
- Krzyż Jubileuszowy dla Cywilnych Funkcjonariuszów Państwowych (około 1909)[22]
- Krzyż Pamiątkowy Mobilizacji 1912–1913 (około 1914)[27]